# Гребенята
Гребеня́та (рос. Гребенята) — присілок у складі Котельницького району Кіровської області, Росія. Входить до складу Комсомольського сільського поселення.
Населення становить 19 осіб (2010, 30 у 2002).
Національний склад станом на 2002 рік — росіяни 97 %.